# Pazyryk (tapijt)

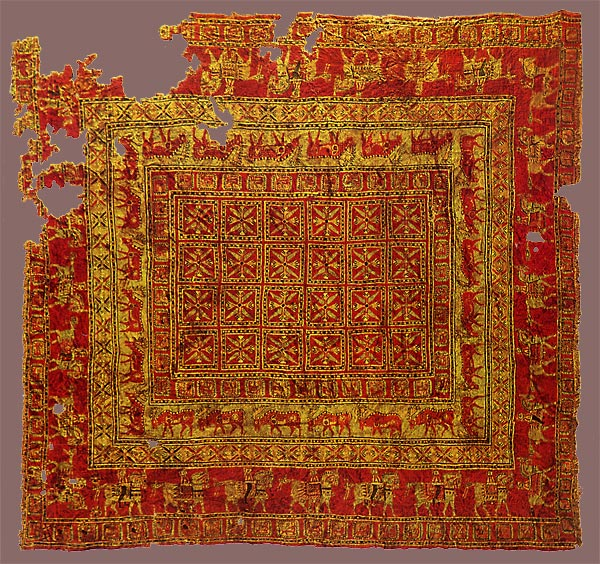
Het originele oudst bewaard gebleven Perzisch tapijt, in het Hermitage (Sint-Petersburg)

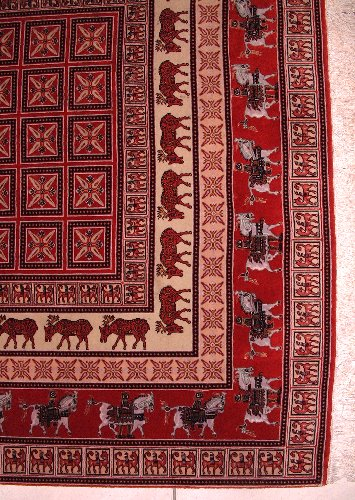
De tapijtknopers van Tabriz hebben dit bijzondere tapijt doen herleven door een getrouwe kopie van het Pazyryk-tapijt te maken

De Pazyryk, genoemd naar het gebied in het Altaj-gebergte in Siberië, is het oudst bewaard gebleven Perzisch tapijt en dateert van 500 v.Chr.
De Pazyryk, een tapijt met een wollen pool op een ondergrond van wol en kameelhaar, maakte deel uit van de uitrusting bij de begrafenis van een "Scythische" prins. In de oudheid werden de lichamen van de rijken en van de edelen begraven met alle bezittingen die nodig waren om er zeker van te zijn dat de reis naar het volgende leven voorspoedig zal verlopen en dat hun status dezelfde zal zijn als tijdens hun aardse bestaan. Zulke tombes boden rijke buit aan grafschenners en de tombe van de prins werd beroofd, niet lang nadat hij was verzegeld. Maar het tapijt werd achtergelaten en ironisch genoeg veroorzaakte de roof het behoud ervan; omdat de niet geheel afgesloten tombe water doorliet dat in de permafrost bevroor, daarmee het kleed beschermend tegen veroudering en verval. Het bleef onberoerd tot 1947, toen het door een Russisch archeologisch team werd ontdekt.
Het Pazyryk-tapijt is het vroegste exemplaar dat nog compleet bestaat. Het Pazyryk-tapijt meet 195×180 cm en is te zien in het Hermitage (Sint-Petersburg).